# المدخل النووي

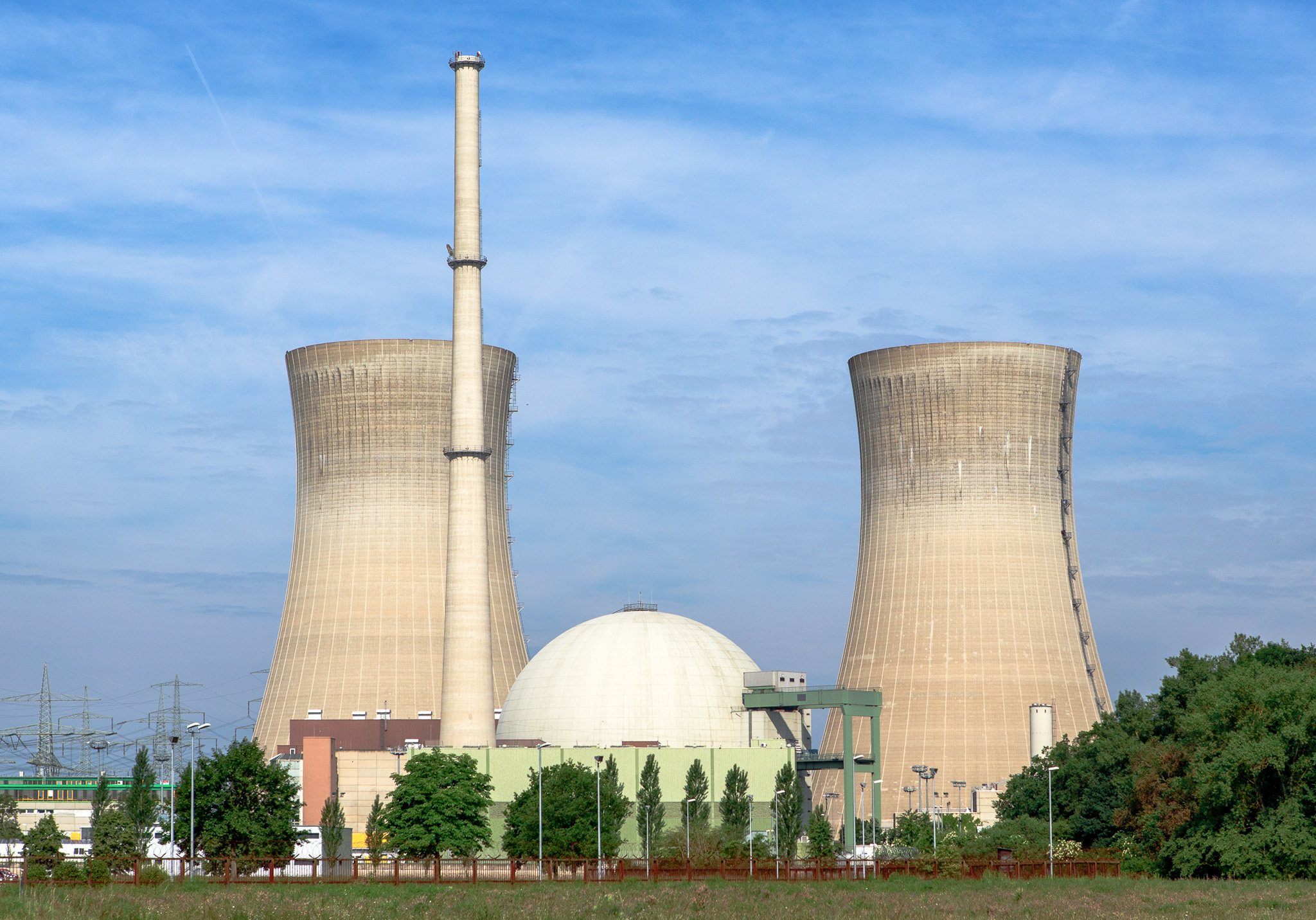
محطة طاقة نووية

المدخل النووي يمثل المدخل النووي مدخلا لموقع إشعاعي وطريقة لإيقاف التشغيل النووي حيث يتم وضع الملوثات المشعة في مادة طويلة العمر من الناحية الهيكلية مثل الخرسانة.

## نبذة
الفكرة هي أن هذا القبر سيستمر لفترة من الوقت لضمان أن النشاط الإشعاعي المتبقي لم يعد مصدر قلق كبير وعادة ما يتم استخدام الطريقة فيما يتعلق بالمفاعلات النووية وبعض مواقع التجارب النووية.
فيما يتعلق بإيقاف تشغيل محطات الطاقة النووية يعد المدخل واحدا من ثلاث طرق مختلفة وهي:
- التفكيك
- التركيب الآمن
- الضم

حيث يعتبر المدخل النووي هو الأقل استخدام في الخيارات الثلاثة ويكون استخدام المدخل النووي بأكثر فعالية لمحطات الطاقة النووية الكبيرة التي تحتاج إلى مدافن طويلة وقصيرة الأجل.
يستخدم المدخل كحالة على أساس كل حالة على حدة بسبب التزامه الكبير بسنوات من المراقبة والتحكم.

## وصلات خارجية
- الطاقة الذرية في العالم العربي